# IC 4282
IC 4282 је галаксија у сазвјежђу Ловачки пси која се налази на листи објеката дубоког неба у Индекс каталогу.
Деклинација објекта је + 47° 11' 2" а ректасцензија 13h 31m 19,8s. Привидна величина (магнитуда) објекта IC 4282 износи 17,4 а фотографска магнитуда 18,0.